# Kirchberg an der Iller
Kirchberg an der Iller är en kommun i Landkreis Biberach i det tyska förbundslandet Baden-Württemberg. Kommunen består av ortsdelarna (tyska Ortsteile) Kirchberg och Sinningen. Folkmängden uppgår till cirka 2 200 invånare, på en yta av 18,64 kvadratkilometer.
Kommunen ingår i kommunalförbundet Illertal tillsammans med kommunerna Berkheim, Dettingen an der Iller, Erolzheim och Kirchdorf an der Iller.

## Befolkningsutveckling
| Befolkningsutvecklingen i Kirchberg an der Iller 1975–2015 | Befolkningsutvecklingen i Kirchberg an der Iller 1975–2015 | Befolkningsutvecklingen i Kirchberg an der Iller 1975–2015 | Befolkningsutvecklingen i Kirchberg an der Iller 1975–2015 | Befolkningsutvecklingen i Kirchberg an der Iller 1975–2015 |
| ---------------------------------------------------------- | ---------------------------------------------------------- | ---------------------------------------------------------- | ---------------------------------------------------------- | ---------------------------------------------------------- |
|                                                            |                                                            |                                                            |                                                            |                                                            |
| År                                                         |                                                            |                                                            | Folkmängd                                                  | Areal (ha)                                                 |
| 1975                                                       | 1975                                                       |                                                            | 1 506                                                      | 1 864                                                      |
| 1980                                                       | 1980                                                       |                                                            | 1 563                                                      | 1 863                                                      |
| 1985                                                       | 1985                                                       |                                                            | 1 599                                                      | 1 865                                                      |
| 1990                                                       | 1990                                                       |                                                            | 1 737                                                      | 1 864                                                      |
| 1995                                                       | 1995                                                       |                                                            | 1 746                                                      |                                                            |
| 2000                                                       | 2000                                                       |                                                            | 1 763                                                      |                                                            |
| 2005                                                       | 2005                                                       |                                                            | 1 926                                                      |                                                            |
| 2010                                                       | 2010                                                       |                                                            | 1 910                                                      |                                                            |
| 2015                                                       | 2015                                                       |                                                            | 2 000                                                      |                                                            |
|                                                            |                                                            |                                                            |                                                            |                                                            |